# When Love & Hate Collide
When Love & Hate Collide è una power ballad del gruppo musicale britannico Def Leppard del 1995, unico inedito e singolo estratto dal loro primo greatest hits Vault.
Pensata inizialmente per l'album Adrenalize, la canzone restò poi incompiuta fino al 1995. La versione demo originaria risultava molto più "heavy" e nello stile degli album precedenti del gruppo, mentre la versione finale registrata per Vault è più introspettiva, presumibilmente verso lo stile del successivo lavoro del gruppo, Slang del 1996. L'assolo della versione demo originale era stato eseguito da Steve Clark, morto poco dopo.
When Love & Hate Collide è diventato il singolo di maggior successo di sempre della band nel Regno Unito, piazzandosi alla posizione numero 2 della Official Singles Chart, ma tuttavia non è riuscito ad avere un impatto significativo nelle classifiche degli Stati Uniti, raggiungendo solo la posizione numero 58 della Billboard Hot 100 e interrompendo una serie di dieci singoli consecutivi del gruppo nella top 40 iniziata con Animal.

## Video musicali
Esistono tre versioni differenti per il videoclip di When Love & Hate Collide, tutte disponibili in DVD.
- Versione solo con la band (la versione più nota e usata, disponibile in Visualize/Video Archive)
- Versione "epica" di 8 minuti (disponibile in Visualize/Video Archive e Best of the Videos)
- Versione epica ridotta di 4 minuti (disponibile inBest of the Videos come contenuto speciale)

## Tracce

### CD: Mercury / Bludgeon Riffola / PY 840 / 852 429-2 / LC-7179 (UK)
1. When Love & Hate Collide
2. Rocket (remix)
3. Armageddon It (remix)

### CD: Mercury / Bludgeon Riffola /  422 852 424-2 (US)
1. When Love & Hate Collide
2. Can't Keep Away From the Flame

### CD: Mercury / Bludgeon Riffola /  LEPDD 14 / PY 940 / LC 7179 (UK)
1. When Love & Hate Collide
2. Rocket (remix)
3. Excitable (remix)

### CD: Mercury / Bludgeon Riffola /  LEPCD 14 (UK) / 852 401-2 (INT)
1. When Love & Hate Collide
2. Pour Some Sugar on Me (remix)
3. Armageddon It (remix)
4. When Love & Hate Collide (Demo originale)

### CD: Mercury / Bludgeon Riffola /  LEPCJ 14 (UK) / Not for Resale
1. When Love & Hate Collide

## Classifiche
| Classifica (1995)       | Posizione massima |
| ----------------------- | ----------------- |
| Australia               | 22                |
| Canada                  | 12                |
| Belgio (Fiandre)        | 28                |
| Germania                | 67                |
| Irlanda                 | 1                 |
| Nuova Zelanda           | 27                |
| Paesi Bassi             | 41                |
| Regno Unito             | 2                 |
| Stati Uniti             | 58                |
| Stati Uniti (adult pop) | 39                |
| Stati Uniti (pop)       | 29                |
| Svizzera                | 36                |